# Pendleton (New York)
Pour les articles homonymes, voir Pendleton.
Pendleton est une ville du comté de Niagara, dans l'État de New York, aux États-Unis,. En 2010, elle comptait une population de 6 397 habitants.

## Démographie
Lors du recensement de 2010, la ville comptait une population de 6 397 habitants. Elle est estimée, en 2016, à 6 790 habitants.